# 今井喜美子
今井 喜美子（いまい きみこ、1971年1月8日-）は、日本の女優。ジャパンアクションクラブ出身。

## 概要
『特捜ロボ ジャンパーソン』の敵役であるマヤ役として知られ、『ブルースワット』ではサラのスーツアクター、『重甲ビーファイター』ではレッドル（アップ時）のスーツアクターを担当していた。他にも女性出演者のアクション吹き替えを担当することも多かった。以前、ゴクウエンターテイメントに在籍していた。

## 出演

### テレビドラマ
- 鳥人戦隊ジェットマン（1991年 - 1992年）各種吹き替え、第28話ゲスト
- メタルヒーローシリーズ
  - 特救指令ソルブレイン（1991年 - 1992年）各種吹き替え、SS-1乗組員
  - 特捜エクシードラフト（1992年 - 1993年）各種吹き替え、氷室竹子、賞金稼ぎロボット
  - 特捜ロボ ジャンパーソン（1993年 - 1994年）マヤ、各種吹き替え
  - ブルースワット（1994年 - 1995年）サラ（アップ時）
  - 重甲ビーファイター（1995年 - 1996年）レッドル（アップ時）、合成獣エビガーニャ人間体、傭兵（二代目傭兵軍団長）ヒドラ
- 御家人斬九郎 第5シリーズ 第3話「最後の忍者」（2001年）お菊の方
- 魔弾戦記リュウケンドー（2006年）
- 牟田刑事官事件ファイル第33作（2007年）

### 映画
- 劇場版 特捜ロボジャンパーソン（1993年）シルバレラ
- 下妻物語（2004年）
- どろろ（2007年）
- 侍戦隊シンケンジャー 銀幕版 天下分け目の戦（2009年）ホーススタント
- ゴーカイジャー ゴセイジャー スーパー戦隊199ヒーロー大決戦（2011年）
- 仮面ライダー×スーパー戦隊 スーパーヒーロー大戦（2012年）